# Beautiful Intentions
Beautiful Intentions – trzeci solowy album studyjny Melanie C. Album ukazał się w kwietniu 2005 roku nakładem założonej przez artystkę wytwórni Red Girl Records.

## Lista utworów
| Nr  | Tytuł utworu                                                  | Autorzy                                   | Długość |
| --- | ------------------------------------------------------------- | ----------------------------------------- | ------- |
| 1.  | „Beautiful Intentions”                                        | Chisholm, Boddy, Ladimeji                 | 3:52    |
| 2.  | „Next Best Superstar”                                         | Adam Argyle                               | 3:29    |
| 3.  | „Better Alone”                                                | Chisholm, Vettese                         | 4:35    |
| 4.  | „Last Night on Earth”                                         | Chisholm, Thornalley, Munday              | 3:28    |
| 5.  | „You Will See”                                                | Chisholm, Kroeyer, Binzer, Owais, Odedere | 3:29    |
| 6.  | „Never Say Never”                                             | Chisholm, Grant, Woodroffe                | 3:11    |
| 7.  | „Good Girl”                                                   | Chisholm, Johansonn                       | 4:07    |
| 8.  | „Don't Need This”                                             | Chisholm, Hatwell, Lane                   | 3:50    |
| 9.  | „Little Piece of Me”                                          | Chisholm, Jamye Buckton, Woodroffe        | 3:00    |
| 10. | „Here and Now”                                                | Chisholm, Benbrook, Simmons               | 4:29    |
| 11. | „Take Your Pleasure”                                          | Chisholm, Boddy, Ladimeji                 | 3:11    |
| 12. | „You'll Get Yours”                                            | Chisholm, Vettese                         | 4:43    |
| 13. | „First Day of My Life” (na reedycji albumu)                   | Chambers, Enrique Iglesias                | 4:04    |
| 14. | „Making of First Day of My Life (video)” (na reedycji albumu) |                                           | 4:05    |
|     |                                                               |                                           | 53:33   |